# لودفيج هوهلوين
 لودفيج هوهلوين مصمم ألماني من رواد التصميم الجرافيكي، مصمم ملصقات إعلانية (فن الاتصالات البصرية) (27 يوليو 1874 في فيسبادن – 15 سبتمبر 1949 في بيرتشسغادن ). تدرب وعمل كمهندس معماري حتي عام 1906م، بعد ذلك تحول إلي تصميم الملصقات الإعلانية. اعتمدت تصميمات هوهلوين على الفهم العميق والبديهي لمباديء التصميم . وقد بدد استخدامه الإبداعي للألوان والتراكيب المعمارية كل الآراء السائدة التي تعتقد بأن الصورة الفوتوغرافية قد تكون بديل عن التصميم الإبداعي. 

## النشأة
ولد هوهلوين في منطقة الراين-مين في ألمانيا، إلا أنه وعمله كانا مرتبطين بمدينة ميونخ وبافاريا في جنوب ألمانيا. التحق هوهلوين بمدرسة «جيبروشسغرافيك»  لتعليم التصميم والتي كان لها فرعان في ذلك الوقت، إحداهما شمالا والأخرى جنوبا.
التباين الشديد لأعمال هوهلوين والترابط الشبكي للأشكال جعلت أعماله ذات طابع فني وبصمة خاصة يمكن التعرف عليها بسهولة.[بحاجة لمصدر]

## إشادة
يعلق مؤرخ التصميم آلان ويل:«هوهلوين كان مصمم الملصقات الإعلانية الأكثر بروزاً وروعة في ألمانيا خلال القرن العشرين. وبدءاً بجهوده الأولي، وجد هوهلوين الأسلوب الخاص به عن طريق لفت الانتباه من خلال إثارة قلق المتلقي، والذي اختلف قليلاً في سنواته الأربعين اللاحقه».

## المهنة
كانت المرحلة الفنية الذهبية والأكثر أهمية لهوهلوين قبل الحرب العالمية الثانية خلال السنوات 1912- 1925م. حيث تعود أكبر مجموعة فنية متنوعة من أفضل ملصقاته إلي تلك الحقبة.

## أسلوب
كانت رسومه مثالية منذ البداية، ولم يكن ذلك بغريب عنه، إذ لم يكن ثمة شيء يمثل مشكلة بالنسبة له. فلقد كانت أشكاله زاخرة بلمسات الألوان المشبعة واللعب بالضوء والظل والذي جعلها تخرج عن نطاق الخلفية إلى وجوهر المضمون."
طور هوهلوين الأسلوب المميز الخاص به من الأشكال الجلية إلى الحادة، والألوان الزاهية الساطعة مع إدخال جزء جيد من حسه الفكاهي، وبحلول عام 1925م، كان هوهلوين قد صمم بالفعل 3000 إعلان مختلف.[بحاجة لمصدر]

## روابط خارجية
- لودفيج هوهلوين على موقع مونزينجر (الألمانية)
- لودفيج هوهلوين على موقع أوليمبيديا (الإنجليزية)

## خارجية
- Collection of posters by Hohlwein